# Leave Them All Behind
Leave Them All Behind är det svenska punkrockbandet Puffballs femte och sista studioalbum, utgivet 2003 på Burning Heart Records.

## Låtlista
1. "Apocalypse Whenever"
2. "No Regrets"
3. "Saw It Comin'"
4. "Godspeed"
5. "On All Eight"
6. "Megaton Shakedown"
7. "Outlaw"
8. "Taillights Disappear"
9. "Benderbound"
10. "Busy Doing Nothing"
11. "Bad Man"
12. "This Is Truly War"
13. "Driven to Drink"
14. "Take You Down"

## Medverkande musiker
- Magnus Forsberg - trummor
- Fredrik Lindgren - bas, bakgrundssång
- P-O Söderback - gitarr
- Mikael Tossavainen - gitarr, sång

### Fotnoter
1. ↑  ”Leave Them All Behind”. Discogs.com. http://www.discogs.com/Puffball-Leave-Them-All-Behind/release/3222212. Läst 13 april 2012.